# 芳賀ゆい
芳賀ゆい（はが ゆい）は、伊集院光のオールナイトニッポンの企画で誕生した架空のアイドル（バーチャルアイドル）。伊集院光がプロデュースした。

## 来歴・人物

### 架空のアイドル
1989年11月の『伊集院光のオールナイトニッポン』（ニッポン放送）の企画で誕生後、翌1990年に芸能活動をし、その後は消息不明とされている。活動内容はラジオパーソナリティ、水着グラビア、歌手など。フィクションの存在ではあるが、様々な人物が芳賀ゆいを担当して芸能活動を行い、あたかも実在するかのように扱われた。実体の芳賀ゆいに共通するのは、ポニーテールの髪型と顔を出さないことのみ。

### 伊集院光が発案
発端は伊集院光が1989年11月1日、ニッポン放送（以下LF）のオールナイトニッポン（以下ANN）で発した、「映画監督の大島渚ってアイドルに付けるべき名前だよな」という旨の発言。ここから枝葉が拡がっていった。翌週にはリスナーからの反響のハガキが多く寄せられ、「はがゆい（歯痒い）って言葉あるじゃない、これもアイドルの名前だね」「“はがゆい”です、ポリスターレコードから『初恋の千羽鶴』でデビューした…違うな」などと発想が更に膨らみ、どんなデビュー曲であるべきかが募集されると、更に良い意味で悪ノリしたハガキが送られてきた（中にはジャケット写真風に真面目にふざけたイラストを描いたものなどもあったという。）。これらの反響を受けて、ついに架空のアイドルを設定するコーナーが派生した。
同番組で人気だった『おべんとつけてどこいくの？（おべどこ）のコーナー』に寄せられていた、男性が思わず胸キュンしてしまう『可愛らしい仕草や言葉を嫌味なく自然にしてくれそうな16歳前後の女の子』、そして当時の『伊集院の理想の女の子の容姿（ポニーテールが似合い、少し垂れ目で、やや小柄）』を主軸に据えた上で、リスナーがその雛形に人格を加味していき、芳賀ゆいの人物像や背景が徐々に出来上がっていった（アイデアやイラストなど、寄せられたハガキの一部は後に発売された写真集に掲載されている）。
1990年2月の握手会で現実と初めてリンクし、CD・ビデオ・写真集の発売などを経て、伊集院光担当の同番組終了と共に企画も終了した。バーチャルアイドルの先駆けと紹介されることがある。芳賀の特徴としては、外見を複数の人物が担当したという点が挙げられる。これはラジオの最大の欠点である「映像を伝えられない」という点を逆に利用し、リスナーにビジュアルイメージを委ねるという戦略の結果である。

### ベールに包まれた素顔
芳賀ゆいは理想のアイドル像として様々なプロフィールが付加され、理想像を守るために素顔は公開しない方針をとり、また実体を伴う活動には複数の人間を用意する（例えばサイン会では同時に三人も現れ、中の一人は外国人であった）など、純化された偶像であった。メディアに露出する際素顔を公開しないことから、「覆面アイドル」や「未確認アイドル」と称された。

## 企画の誕生と進行
芳賀ゆい企画が誕生した直接の発端は先述した伊集院光の発言であったが、この企画に飛び付いたリスナー含め関係者の土壌には、おニャン子クラブなど当時のアイドル量産路線に対する不満があったと言われている。「トイレにいかない」などの既存清純アイドル像を固持し、現実の人間とアイドル像との乖離が進んでいた中、「それだけ現実と離れたものを望むならば、架空のアイドルを作り上げてしまえ」という考えが生まれたのである。
企画の進行は、当初はパーソナリティの伊集院光とリスナー達が中心で、リスナーの考えた芳賀ゆいのプロフィールを番組のコーナーで紹介し、選考して公式のものとしていった。
芸能人である伊集院と、一般人であるリスナーの自分達が一緒に『アイドル』を作り上げているという連帯感。同じ『一人の女の子』を作り上げているのにリスナーそれぞれが違う女の子を想像したり空想する妙味。途中からは芳賀ゆいというキャラクターを作っているのではなく、さも実在しているかのような語り口となった。その後CBSソニーがCDデビューのリリース元に名乗りを上げ、商業面での進行が現実となり、世間で徐々に話題になっていくと「本当は自分達が作り上げた架空の・・」と、悪戯が成功した子供のような達成感を覚える。秘密を共有しているような高揚感が『芳賀ゆいプロジェクト』の最大の武器にして成功の原動力となったのである。実際にCDが発売され、マスメディアで取り上げられる機会も増えた一方で、伊集院光をはじめとしたスタッフおよびファンクラブから選ばれた一部のリスナーが企画会議をし、イベントを次々に開催するようになった。これは商業ベースに乗せてしまった以上抗えないオトナの事情に対する、ささやかなアンチテーゼでもあった。企画の肥大化と共に徐々に関係者も増え、リスナーには関与出来ない箇所も増えてきたが、伊集院光は企画の中心に一貫して座し、「芳賀ゆいは伊集院光のANNとそのリスナーのもの」と、その軸がぶれることは無かった。彼のリスナーを大事にする姿勢からリスナー達にも出来る限りの裁量を与えていた。

## 企画の終焉と活動終了
マスメディアでの露出が増え、周囲が熱を帯びてきたのと反比例するように『芳賀ゆいプロジェクト』は徐々に平静さをみせ、熱気を冷まし始めていた。これ以上盛り上げることも、また、リスナーの手から離れることも不本意であるとの意見が多く、「ひとときの祭りのような『芳賀ゆいプロジェクト』で完結させたい」とする意見が圧倒的であった。それらの意思を汲んで、その終焉を迎えるためのアイディアも、それまで通りリスナーから募集し、企画終了へ向けて動き出していた。そして、芳賀ゆいは芸能活動を休業し、留学するというものになった。
「アイドルといえばキョンキョン様」という伊集院の友人の言葉がきっかけとなり、『なんてったってアイドル』にあやかって、スキャンダルの一つもあったほうがリアリティーが出ていいのでは？という話が進んだ。写真週刊誌『FRIDAY』に『伊集院光との密会現場』とされるツーショット写真を、お遊び企画として掲載して貰った（記事の末尾にもフィクションである旨を記載された）。
「エピローグが欲しい」ということで、『未確認アイドルを見送る、未確認イベント』を最後のイベントとし、大団円を迎えようという案が出た。しかし、芳賀ゆいが留学するのは10月ということに決定しており、9月で終了する番組としては、伊集院はもとより、スタッフも現場に立ち会わない、その模様を放送する予定もない非公式なイベントである旨を明言し、「それでも終焉を自分の目で見届けたい人は集まって」と告げた。
1990年9月で伊集院はANNの担当を降板、それに伴い『芳賀ゆいプロジェクト』も幕を閉じた。
1990年10月11日13時25分、羽田発の中華航空17便にて台湾に留学する芳賀ゆいを見送るため、30人前後のファンが集まった。しかし番組で決められた通り『心の中で「ゆいちゃん、頑張れ」や「ふ〜ん・・」と思うだけ』の趣旨を守った、実に静かなイベントであった。飛び立つ飛行機に向かって思い思いに心の中で声援を送り、中には『星空のパスポート』をつぶやくように歌ったり、そっと手を振る人もいた。もちろんその飛行機に関係者は誰一人搭乗していない。
後日談として、リスナーが集まっている現場に立ち会わないと明言していた伊集院とスタッフ数名が、羽田空港のラウンジで飛行機を見送っていたという目撃情報が一部であった。しかしリスナーの間では「『未確認情報』としておく方が、『未確認アイドル』の終焉のエピソードに相応しい」としている。
1995年、伊集院がTBSラジオの『深夜の馬鹿力』に移動した当初、類似した企画「豚頭麗香」が放送されている。

## プロフィール
以下は偶像としての架空の設定である。故に身体特徴などは実体を担当した人物とは異なる。
- 本名は樋口麻紀子（ひぐち まきこ）。
- 1974年4月15日兵庫県神戸市に生まれ、1歳の時から国分寺に移り住む。
- デビュー当時15歳（中学3年生）、芸能活動中に16歳（高校1年生）になる。
- 身長158cm、体重44kg、B78 W58 H80、血液型O型。
- 実家は「HIGUCHIベーカリー」というパン屋で、家族構成は父、母、姉（17歳）、弟（10歳）。ペットは猫のチャ太郎。

## 活動履歴
- 1989年 - 「第1回ミス・ポニーテール・コンテスト」（架空のコンテスト）に応募。書類に添えた写真は父が撮影したものである。書類審査通過。
- 同年10月 - 日本青年館で行なわれた最終選考の大会でグランプリ獲得。後に芸名を「芳賀ゆい」とする。
- 1990年初頭 - 「YUI'S BAKERY」というファンクラブが発足する。
- 同年2月11日 - LF銀河スタジオで、ファン約2,000人を集めて握手会開催（手のみ露出）。
- 同年2月16日 - LFのANN1部で、『芳賀ゆいのオールナイトニッポン』放送[注釈 2]。
- 同年6月10日 - 「芳賀ゆいテレフォン」という、毎週内容の変わるテレフォンサービス開始。
- 同年6月23日 - 銀座SOMIDOホールで、シークレットライブと「第2回ミス・ポニーテール・コンテスト」開催。
- 同年6月30日 - LFのANN1部で、二度目の『芳賀ゆいのオールナイトニッポン』放送。
- 同年7月1日 - CD『星空のパスポート』発売。発売記念即売会で2万枚を売り切る（3人の芳賀ゆい登場）[1]。
- 同年8月1日 - ビデオ『はがゆい伝説』発売。
- 同年8月 - LFで毎週月曜午前4時30分から『芳賀ゆいの星空のパスポート』放送。1回30分で全4回。
- 同年9月6日 - LFのANN1部で『伊集院光と芳賀ゆいのオールナイトニッポン』放送。休業と留学を発表。
- 同年9月13日 - 写真集『う・そ・つ・き』発売。三省堂書店神田本店（現・神保町本店）で発売記念サイン会開催（またも3人の芳賀ゆい登場）[1]。なお、このサイン会にはNHKが取材に来ており、関東ローカルながら当日の『首都圏ネットワーク』と『NC845』で、参加者のインタビューとイベントの様子が放映された。
- 同年10月8日 - 銀座音楽祭の授賞式でライブ（5人の芳賀ゆい登場）。
- 同年12月31日 - 新春夢花火会場の「芳賀ゆいの部屋」ブースで、伊集院らと共にトークショー開催。公式イベントとしては最後。

### 受賞歴
- 第28回（1990年度）ギャラクシー賞ラジオ部門奨励賞 （放送批評懇談会主催）
  - オールナイトニッポンスペシャル『芳賀ゆいのオールナイトニッポン』に対して。
- 銀座音楽祭特別賞（ニッポン放送主催）
  - シングル『星空のパスポート』に対して。
- 1991年マーケティングエクセレンス 日本最優秀企画（MCEI主催）
  - 企画全般に対して。日本代表として世界大会にもエントリー。

## 作品リスト
いずれも現在では入手困難となっている。

### シングルCD
星空のパスポート
1990年7月1日発売（CBSソニー）
当初は1990年3月21日に発売される予定だったが、3ヶ月以上延期された。延期の経緯は伊集院光のANN終了が半年延びたこととも関係しているといわれる。
作家陣はCBSソニーのプロデューサー河合マイケルの人脈による。
オリコン初登場67位（2週目51位）。発売日の売り上げ集計が2週に分かれてしまい、順位はぱっとしなかった。5万枚売れたといわれる。
収録曲
『星空のパスポート』
作詞：奥田民生、作曲：生福（生方則孝・福田裕彦のユニット）、編曲：小西康陽、ミックス：森岡徹也。
生福の『酸素でルルル』という曲をリメイクして作られた。
同一トラック内に"帰宅部ミックス"（ミキサー：宮崎"D.M.X"泉）を収録。当時のCDプレイヤーにあったインデックス（位置決め標識）で頭出し出来た。途中で「ギャグオペラ歌手」であった伊集院光のギャグ「恐山のイタコ」が聴ける。
『…好きです』 - カップリング
作詞：伊集院光、作曲・編曲：小西康陽、ミックス：森岡徹也。
青春をテーマにした歌で、その青臭くこっ恥ずかしい歌詞は、作詞した伊集院にとってトラウマ級の消したい過去になっていたが、過去の番組テープを発掘したのを機に『伊集院光 深夜の馬鹿力』（2011年9月5日）でオンエアされた。終盤の台詞部分は特に恥ずかしいらしく、リリース当時はオンエアの際、照れ隠しとして、台詞部分の直後に「いかりや長介」とかぶせたこともあった（2011年のオンエアではそこに至る前にフェイドアウト）。
コンピレーションアルバム『裸の王様・王様のアイデア 小西康陽の仕事1987-1994 (ソニー・ミュージック編)』（帰宅部ミックスを除く2曲）、『テクノマジック歌謡曲』（星空のパスポートのみ）に収録。

### ビデオ
はがゆい伝説
1990年8月1日発売（CBSソニー）
イメージビデオ。シークレットライブや関係者のインタビューも収録されている。

### 写真集
う・そ・つ・き
1990年9月13日発行（ニッポン放送出版）ISBN 459400637-X
2週間限定で発売された。各種写真以外にエッセイも載っており、企画の全容を振り返る内容にもなっている。撮影：斉藤清貴。

## 芳賀ゆいを担当した人物・エピソード
伊集院光が自分のリサイタルで話していたところによると、芳賀ゆいを演じたのは計57人。中にはAV女優もいたという。
“パーソナリティ用”と“歌声用”と“写真集用”のそれぞれの担当者が存在し、パーソナリティ用には可愛い感じの声優を、歌声用には当時20代のプロのコーラスの人を、写真集用には、オーディションで数人選んだ中からその時スケジュールの空いている人に来てもらった、と関係者が明かしたことがある。上述（活動履歴の項）で1990年7月1日に『星空のパスポート』発売記念即売会で登場した3人の芳賀ゆいは写真集用の担当者だったという。
イメージビデオ『はがゆい伝説』には銀座SOMIDOホールで行われたシークレットライブの模様が収録されている。
収録日にはエキシビションとして「第2回ミス・ポニーテール・コンテスト」（架空のコンテスト）を同時開催し、200人以上の観客（リスナー）を動員して盛り上げ、その熱気が冷め遣らぬうちにビデオ撮影をする流れであった。観客は事前に参加希望者をハガキで応募し、当選者には入場券とともに「星空のパスポート」の曲にコールをするためのコール表も送付されていた。
ゆいを演じる女性は、曲に合わせて振り付けを披露する必要があり、数日前からダンスレッスンを受けていた。しかし、振り付けを覚えるのが非常に苦手で、間違わずに出来たのは数えるほどだったという。伊集院やスタッフも一度その場に立ち会ったが、見学していた伊集院たちのほうが数回見ただけで、先に完璧に覚えてしまったと後日ラジオで暴露した。
因みに「第2回ミス・ポニーテール・コンテスト」の最終選考に参加した女性の半数は番組スタッフが事前に出場を依頼した女性リスナー。また、モデル事務所から「コンテストに出場する」とだけ伝えられて“芳賀ゆいプロジェクト”の真意を知らずに参加した女性も数人おり、司会を務めた伊集院の質問にふざけて答える女性リスナーと対照的に本気で参戦していた。優勝したのはモデル事務所所属の女性であったが、出来レースだと分かり憤慨。更に、優勝後に第二の芳賀ゆいとしてデビューできるなどの特典が与えられるわけではない、あくまでお遊び企画の一端だと知り、舞台裏で泣きながらスタッフに抗議している姿があった。

## 影響
- 芳賀ゆいの現象は、1980年代の日本を描いたノンフィクション『speed tribes』（暴走族）等を通じて日本国外にも伝えられ、ウィリアム・ギブスンのサイバーパンク小説『あいどる』に影響を与えたと言われる[5][6]。『あいどる』には投影麗という名のバーチャルアイドルが登場する。
- 芸能プロダクションホリプロの堀義貴は、当時ニッポン放送勤務で、芳賀ゆいの企画に途中から係わっており、このときの経験がホリプロに移った後に手がけた初の3DCGによるバーチャルアイドル、「伊達杏子」に生かされたという[7]。
- 芳賀ゆい人気にあやかり、アイドル情報誌の『BOMB!』1990年10月号では「芳賀ゆか」という架空のアイドルが登場した。名前は「歯がゆい」の博多弁「歯がゆか」に由来し、1980年〜1990年に同誌の巻頭を飾ったアイドル70人のデータを分析しプロフィールを設定した[8]。